# Sonic the Hedgehog 2 (Film)
Sonic the Hedgehog 2 ist ein US-amerikanischer Kinofilm mit der Computerspielfigur und dem Maskottchen Segas Sonic und der Nachfolger von Sonic the Hedgehog (2020). Der Film wurde von Original Film, Marza Animation Planet und Blur Studio in Zusammenarbeit mit Sega Sammy Group produziert und von Paramount Pictures vertrieben; Kinostart war am 8. April 2022 und in Deutschland bereits am 31. März 2022.
Der Film behandelt verschiedene Ereignisse aus den Videospielen der Serie, vorwiegend aus Sonic the Hedgehog 2 (1992), Sonic the Hedgehog 3 (1994) und Sonic & Knuckles (1994).

## Handlung
Einige Monate nach dem Sieg über Dr. Robotnik lebt Sonic the Hedgehog bei Tom und Maddie Wachowski und versucht, den Bürgern als Superheld zu helfen. Tom rät Sonic zu Geduld und dass der Tag kommt, dass seine Kräfte gebraucht werden, bevor er und Maddie für die Hochzeit ihrer Schwester Rachel in Hawaii abfliegen. Als Sonic schließlich alleine ist, wird er von Dr. Robotnik angegriffen, der mit Knuckles the Echidna an seiner Seite zurückgekehrt ist, woraufhin es zum Kampf von Sonic gegen Knuckles kommt. Knuckles wünscht, das Vermächtnis seines bis auf ihn ausgestorbenen Stammes der Echidna zu ehren, und verlangt von Sonic Informationen zum Fundort des legendären Master Emerald, eines uralten Relikts, welches seinem Besitzer große Macht verleiht.
Sonic wird von Miles Tails Prower gerettet, einem zweischwänzigen Fuchs, der Sonic aus der Ferne zu seinem Vorbild gemacht hat und in diese Welt kam, um ihn vor Knuckles zu warnen. Sonic überzeugt Tails, ihm zu helfen, den Master Emerald zu finden, während Dr. Robotnik sich mit seinem Assistenten Agent Stone wiedervereint und plant, den Master Emerald für sich selbst zu beanspruchen, indem er Knuckles zunächst auf seiner Suche begleitet. Sonic und Tails folgen den Hinweisen mithilfe eines Kompasses auf einer magischen Karte von Sonics verstorbener Mentorin Langklaue, die sie zu einem alten Tempel in Sibirien führt. Dr. Robotnik und Knuckles spüren sie auf und verfolgen Sonic und Tails einen Berg hinunter. Während einer Lawine stehlen Dr. Robotnik und Knuckles den Kompass. Tom rettet Sonic und Tails, indem er einen Ring benutzt, um sie zur Hochzeit nach Hawaii zu teleportieren.
Rachels Verlobter und seine Hochzeitsgäste entpuppen sich nun als Undercoveragenten der Guardian Units of Nations (G.U.N.) und ergreifen Sonic, Tails und Tom. Maddie und Rachel arbeiten zusammen und retten die drei, während Dr. Robotnik und Knuckles einen Unterwassertempel erforschen, in dem sie den Master Emerald finden. Sonic erreicht den Tempel ebenfalls, wo es zum Kampf gegen Knuckles kommt, den Dr. Robotnik nutzt, um selbst den Master Emerald zu stehlen. Er lässt Sonic und Knuckles zurück, als der Tempel einstürzt. Die beiden entkommen und tun sich zusammen, ehe sie von Tails im Doppeldecker gerettet werden. Dr. Robotnik absorbiert derweil den Master Emerald und erlangt große Macht.
Anschließend zerstört Dr. Robotnik in Green Hills die Macht der G.U.N. und erschafft einen riesigen Roboter nach seinem Ebenbild, namens Death Egg Robot. Sonic, Tails und Knuckles kämpfen gemeinsam gegen den Death Egg Robot und erobern den Master Emerald zurück, welcher jedoch zerbricht, woraufhin die sieben Chaos Emeralds freigesetzt werden. Tom und Maddie retten Sonic, welcher die Chaos Emeralds nutzen kann und sich in Super Sonic verwandelt. Super Sonic zerstört den Roboter, und Knuckles stellt den Master Emerald wieder her. Er verpflichtet sich, ihn künftig zu beschützen. Sonic, Tails und Knuckles leben fortan gemeinsam bei den Wachowskis.
Agent Stone infiltriert G.U.N., als sie beginnen, nach Dr. Robotnik zu suchen. Ein Agent berichtet dem G.U.N.-Commander Walters, dass eine 50 Jahre alte Datei mit Koordinaten zu einer Forschungseinrichtung entdeckt wurde, in der sich Shadow the Hedgehog befindet.

## Veröffentlichung
Sonic the Hedgehog 2 kam in Deutschland am 31. März in die Kinos, während er in den Vereinigten Staaten am 8. April Premiere feierte. Am 6. April 2022 fand ein Fan-Screening statt, bei dem ein Teil der Filmcrew anwesend war. Die DVD und die Blu-Ray zum Film erschienen am 11. August 2022.

## Rezeption

### Einspielergebnisse
Die weltweiten Einnahmen aus Kinovorführungen belaufen sich bei einem Budget von 90 bis 110 Millionen US-Dollar auf 400,94 Millionen US-Dollar, von denen der Film allein 190,74 Millionen im nordamerikanischen Raum einspielen konnte. In Deutschland verzeichnete der Film insgesamt 1.026.392 Kinobesucher, durch die er 8,24 Millionen Euro erwirtschaften konnte und sich auf Platz 18 der Jahres-Charts 2022 befindet.

### Kritiken
Auf der Website Rotten Tomatoes konnte der Film rund 69 Prozent der 167 Kritiker und sogar 96 Prozent der Zuschauer überzeugen.

### Auszeichnungen
Black Reel Awards 2023
- Nominierung als Beste Synchronarbeit (Idris Elba)[7]

Nickelodeon Kids’ Choice Awards 2023
- Auszeichnung als Bester Film
- Nominierung als Bester Schauspieler (Jim Carrey)[8]

## Synchronisation
Die deutsche Synchronisation entstand unter der Dialogregie von Marius Clarén nach einem Dialogbuch von Tobias Neumann im Auftrag von Interopa Film.
| Rolle                | Darsteller / Originalsprecher | Synchronsprecher    |
| -------------------- | ----------------------------- | ------------------- |
| Sonic the Hedgehog   | Ben Schwartz                  | Julien Bam          |
| Miles Tails Prower   | Colleen O’Shaughnessey        | Paulina Weiner      |
| Knuckles the Echidna | Idris Elba                    | Oliver Stritzel     |
| Dr. Robotnik         | Jim Carrey                    | Stefan Fredrich     |
| Longclaw/Langklaue   | Donna Jay Fulks               | Arianne Borbach     |
| Tom Wachowski        | James Marsden                 | Robin Kahnmeyer     |
| Maddie Wachowski     | Tika Sumpter                  | Britta Steffenhagen |
| Agent Stone          | Lee Majdoub                   | Marius Clarén       |
| Commander Walters    | Tom Butler                    | Kaspar Eichel       |
| Rachel               | Natasha Rothwell              | Elisa Bannat        |
| Randall              | Shemar Moore                  | Martin Kautz        |
| Wade                 | Adam Pally                    | Tommy Morgenstern   |

## Fortsetzung
Mitte Februar 2022 wurde ein dritter Film sowie eine Serie mit Knuckles the Echidna angekündigt. Die Serie sollte ursprünglich 2023 auf dem Streaming-Service Paramount+ starten.
Stattdessen wird die Serie am 26. April 2024 erscheinen. Am 9. August 2022 wurde bekanntgeben, dass der dritte Film am 20. Dezember 2024 in den Kinos erscheinen soll. Sonic the Hedgehog 3 wurde entsprechend veröffentlicht.